# Point-of-Use Storage
Point-of-Use Storage, também conhecida por sua abreviatura POUS, é uma ferramenta utilizada na abordagem da manufatura enxuta que preza pela armazenagem do material/matéria-prima a ser utilizado no próprio local de uso e não no almoxarifado (quando o material/matéria-prima é recebido, ele é enviado diretamente ao local de uso). Em uma definição mais simples, significa armazenar o que você precisa onde você precisa. O objetivo do POUS é eliminar o desperdício de movimento ou tempo gasto procurando as coisas que você necessita quando precisa delas. Ou seja, o POUS elimina as etapas intermediárias ao movimentar a matéria-prima da doca de recebimento até o centro de trabalho onde será utilizada.